# Pagode Thiện Minh
La pagode Thiện Minh (chùa Thiện Minh ;善明寺) est un temple bouddhique vietnamien géré par l'Association Bouddhique de la région Rhône Alpes sous la présidence du vénérable Thich Tanh Thiet (Hòa Thượng Thích Tánh Thiệt). Située sur une colline de Sainte-Foy-lès-Lyon, c'est la plus grande pagode bouddhique de la région[réf. nécessaire]. Elle est rattachée à l’Église Bouddhique Unifiée du Vietnam en Europe (Congrégation bouddhique vietnamienne en Europe).

## Genèse
La pagode Thiện Minh est née de la volonté de pratiquants bouddhistes vietnamiens désireux de fonder une association bouddhique régionale. À l'initiative de M. Cao Van Truong et du vénérable Thích Minh Tâm, alors responsable de l'Association Bouddhique de Paris, l'Association bouddhique de la région Rhône-Alpes Pagode Thiện Minh a vu le jour sous la forme d'une association loi du 1er juillet 1901 enregistrée à la Préfecture du Rhône le 1er juillet 1981,,. En janvier 2008, l'association a été renommée Association bouddhique de la région Rhône-Alpes qui se donne pour objet la pratique et la connaissance de l’enseignement bouddhique. Son siège se situe sur les lieux mêmes de la pagode Thiện Minh au 51, rue de Cuzieu à Sainte-Foy-lès-Lyon.
Avant cela, l'association fut provisoirement logée à Vénissieux chez Cao Van Truong Longtemps son fondateur et président avant de déménager à Villeurbanne dans une maison mitoyenne louée pour servir de lieu de culte. Le 15 mai 1982, cette maison fut inaugurée sous le nom de « Pagode Thiện Minh » en présence du Vénérable Thích Minh Tâm, président de la Congrégation Bouddhique Vietnamienne unifiée en Europe. Le vénérable Thich Tanh Thiet arriva de Paris en juillet 1982 pour coordonner l'Association. La présidence de l'Association Bouddhique de la région Rhône-Alpes fut alors confiée au Vénérable Thich Tanh Thiet, le 28 août 1984 selon l'enregistrement à la Préfecture du Rhône.

## Construction
La construction de la Pagode Thiện Minh dura près de six ans de 1984 à 1990. Le 23 décembre 1982, l'Association acquit un terrain de 1 528 m2 situé sur la colline de Sainte-Foy-lès-Lyon,. La cérémonie de pose de la première pierre se déroula le 18 décembre 1983 et, au mois d'avril 1984, le chantier de construction débuta. Lors de la fête bouddhique Vu Lan de l'été 1984, la statue de Bouddha de Villeurbanne fut transférée à la nouvelle pagode de Sainte-Foy-lès-Lyon et inaugurée à l'automne, le 1er novembre 1984, lors d'une cérémonie d'intronisation,. Pendant la décennie suivante, la pagode devait s'agrandir considérablement. En 1989, une famille d'origine thaïlandaise offrit à la pagode une statue de Bouddha en bronze de 2,20 m recouverte de feuilles d'or. Les 4, 5 et 6 mai 1990, la pagode Thiện Minh fut officiellement inaugurée lors d'une grande cérémonie d'ordination de jeunes moines.
Deux ans plus tard, le 13 mai 1992, la pagode fit l'acquisition d'une nouvelle parcelle de terrain de 1 968 m2 permettant la construction d'un parking. L'acquisition d'une autre parcelle de 641 m2 permit d'ériger, en 1995, une statue en pierre taillée de la déesse Avalokiteśvara pesant plus de dix tonnes. Cette statue revêtue de feuilles d'or et d'une hauteur d'environ 6 mètres est l’œuvre du sculpteur-architecte français Gouvain. À l'automne 2000, le jardin Lumbini symbolisant la naissance du prince Siddhārtha Gautama et la statue représentant le Bouddha Çâkyamuni couché ont été inaugurés. Enfin, durant l'été 2001, le grand portique de la pagode, entrée officielle du lieu de culte, marqua l'achèvement de la construction de la pagode Thiện Minh et de son jardin fleuri retraçant des étapes clés de la vie de Bouddha.

## Incendie et reconstruction
La pagode Thiện Minh dut surmonter une période difficile lorsque, dans la nuit du samedi au dimanche 18 juin 2006, un incendie ravagea l'édifice, détruisant complètement sa toiture et intoxicant légèrement neuf fidèles. La version d'un incendie provoqué par des bougies non éteintes fut contestée par des fidèles de la pagode soulignant un potentiel acte malveillant. Quoi qu'il en soit, un programme de reconstruction fut rapidement mis en place grâce au soutien de communauté bouddhique. La première pierre de la reconstruction de la pagode fut posée le 29 octobre 2006 comme l'indique la plaque commémorative scellée au rez-de-chaussée de l'édifice religieux. Les 29, 30 et 31 août 2008, les nouvelles statues furent inaugurées lors d'une cérémonie officielle. À l'été 2009, des fresques colorées illustrant la vie de Bouddha furent scellées à l'extérieur de l'édifice. Les 3, 4 et 5 juin 2011 la nouvelle pagode fut inaugurée après cinq années de travaux.
Située dans le quartier de la Gravière à Sainte-Foy-lès-Lyon, la pagode Thiện Minh est devenue une destination touristique emblématique de la métropole de Lyon, répertoriée dans les guides, et se visitant facilement,.

## Activités
Tout au long de l'année la Pagode Thiện Minh organise de nombreuses activités culturelles et spirituelles centrées principalement sur la communauté vietnamienne résidant la région Rhône-Alpes. Six grands événements rythment la vie de la pagode et des moines qui y résident :
- Le nouvel an asiatique ou Têt : aspect culturel et spirituel ;
- La cérémonie de la 1re pleine Lune de l’année (15e jour) : aspect spirituel ;
- La fête de Vesak ou commémoration de la naissance du Bouddha : aspect spirituel ;
- La fête de Vu Lan ou de reconnaissance envers les ancêtres, dédié à la déesse Quan Am : aspect spirituel ;
- La fête des Enfants ou de la pleine Lune, connue également sous l'appellation Fête de la mi-automne : aspect culturel ;
- La cérémonie de la dernière pleine Lune de l’année (15e jour) : aspect spirituel[10].

D'autres événements spécifiques s'ajoutent à ce calendrier cultuel comme la cérémonie de transmission par les Grands Vénérables ou l'exposition des reliques du Bouddha.
Enfin, des retraites spirituelles d'une journée ou des séances de méditation et des enseignements sur le bouddhisme sont régulièrement organisés par la Pagode. Tous ces événements participent de l'enseignement du dharma.

## Communauté
Fondée à l'origine par Cao Van Truong, un ancien militaire des services de santé, exilé avec sa famille en France depuis 1976, l'association bouddhique regroupait 17 membres. Elle en compte aujourd'hui plus de dix mille. La pagode rassemble autour d'elle une communauté de fidèles (sangha) très active regroupée au sein du mouvement laïc La famille bouddhique (Gia Đình Phật Tử (vi)) composé de personnes âgées de 4 à plus de 60 ans dont plus de la moitié sont des jeunes. À l'heure actuelle une cinquantaine de jeunes participent régulièrement aux activités culturelles et sociales de la Pagode mettant en pratique la devise du mouvement : Compassion – Clairvoyance – Courage (Bi – Trí – Dũng). Le groupe de fidèles rattaché à la pagode Thiện Minh a vu le jour le 1er novembre 1995 et possède ses propres activités.
À titre d'exemple, la douzième rencontre de la Famille bouddhique de France, sorte de jamboree bouddhiste, rassembla, du 4 au 6 avril 2015, 137 fidèles dont plus d'une centaine de jeunes venant des différentes pagodes de Paris, Toulouse, Strasbourg et Nantes.
Le fondateur de la Pagode M. Cao Van Truong Longtemps, membre de la Famille bouddhique, décéda le 26 mai 2012 à l’âge de 87 ans. Pour ses funérailles célébrées à la Pagode, de grands Vénérables et le lama tibétain Lama Seunam Dorje firent le déplacement.

## Galerie

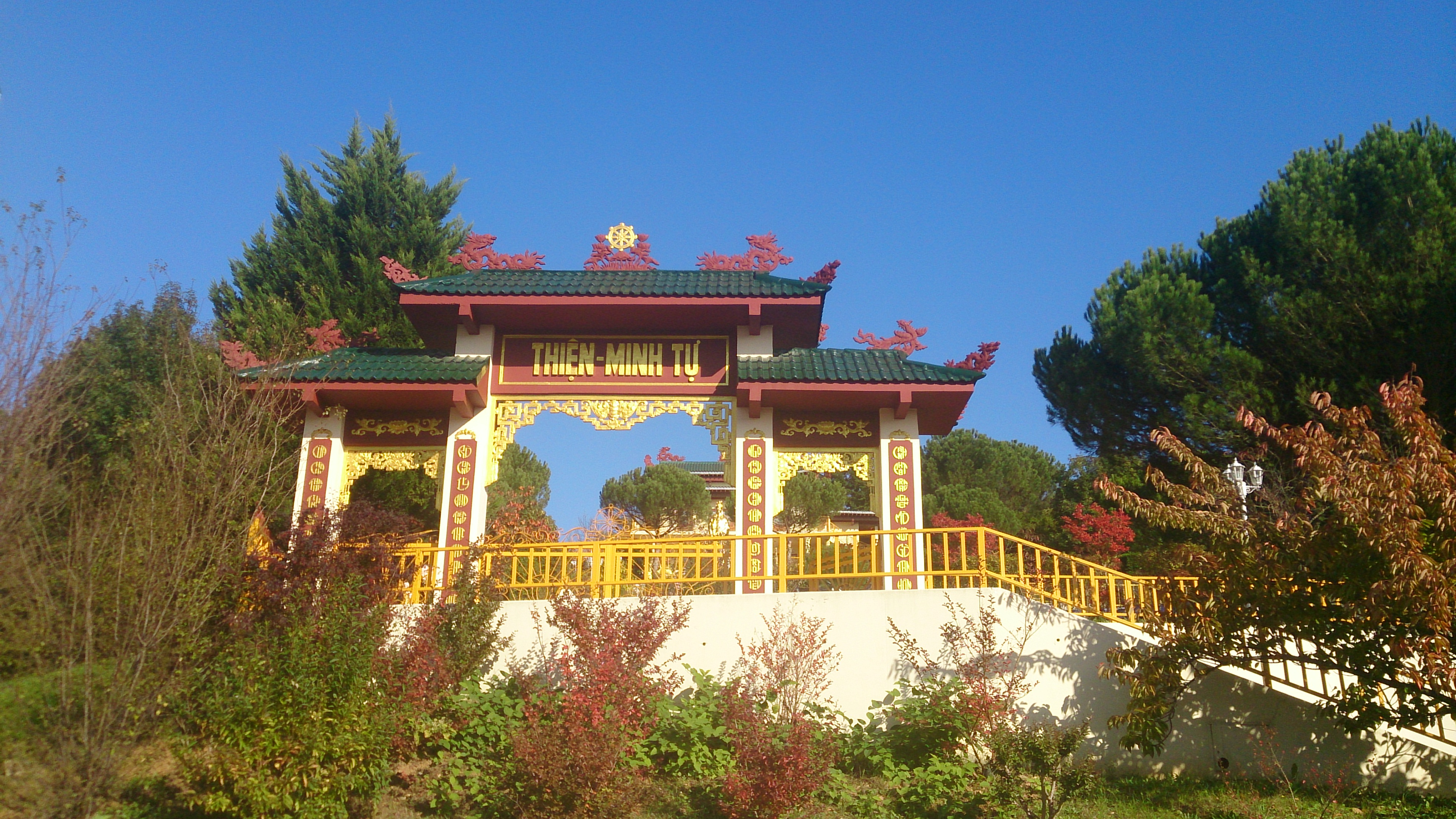
Entrance of Thien Minh Pagoda.
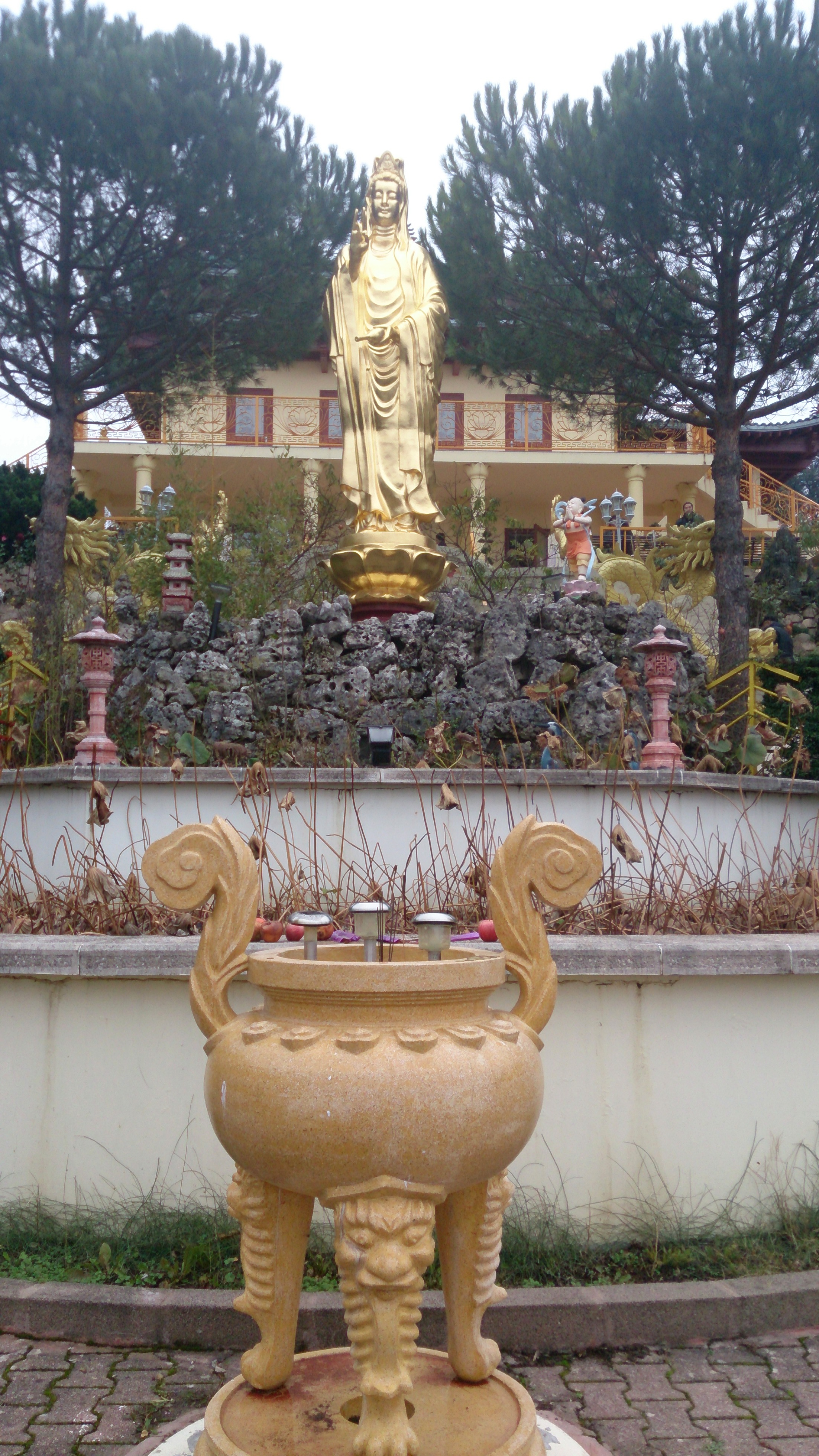
Quan Am Statue of Thien Minh Pagoda.
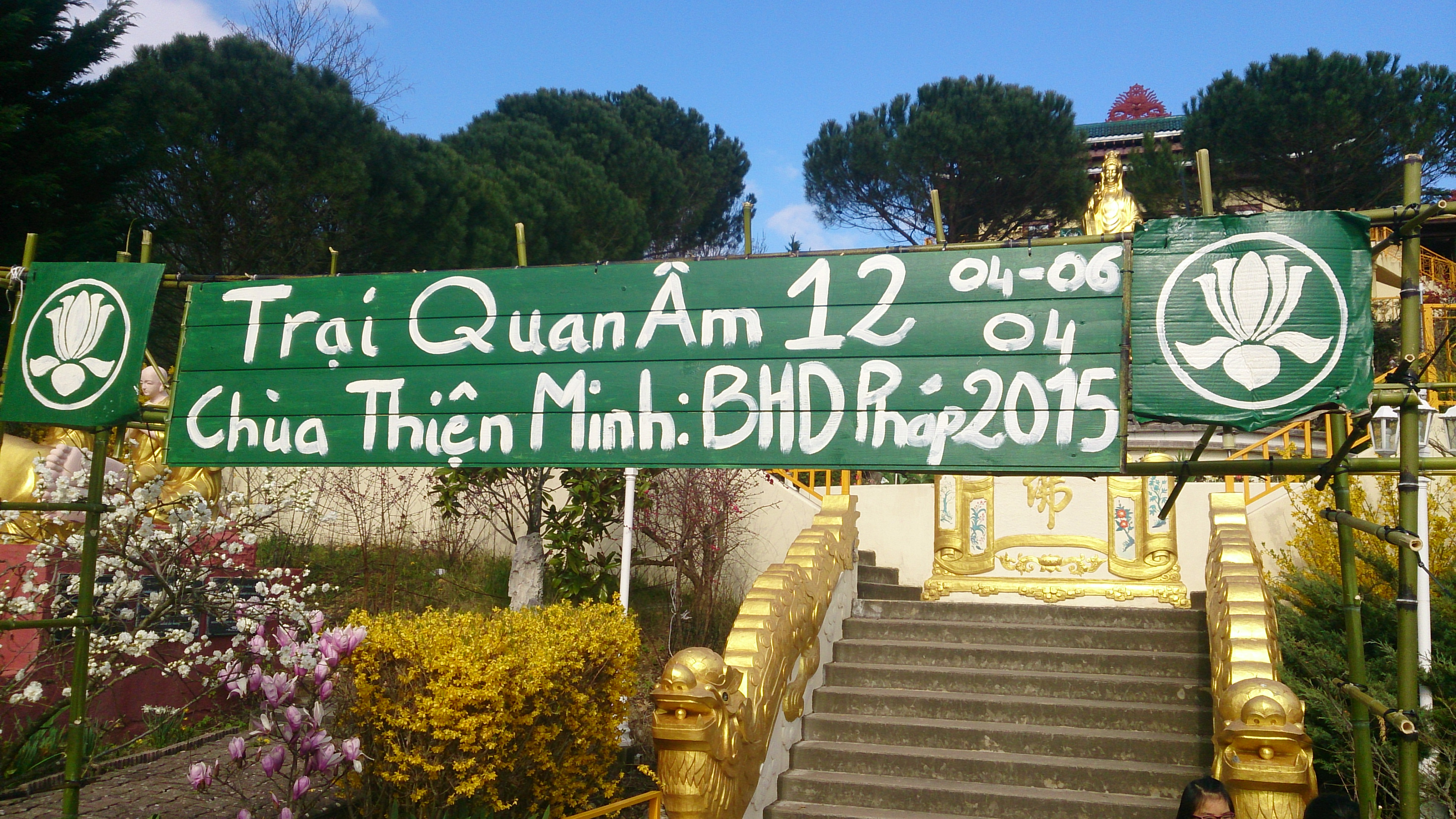
Thien Minh Pagoda Buddhist Youth Camp.
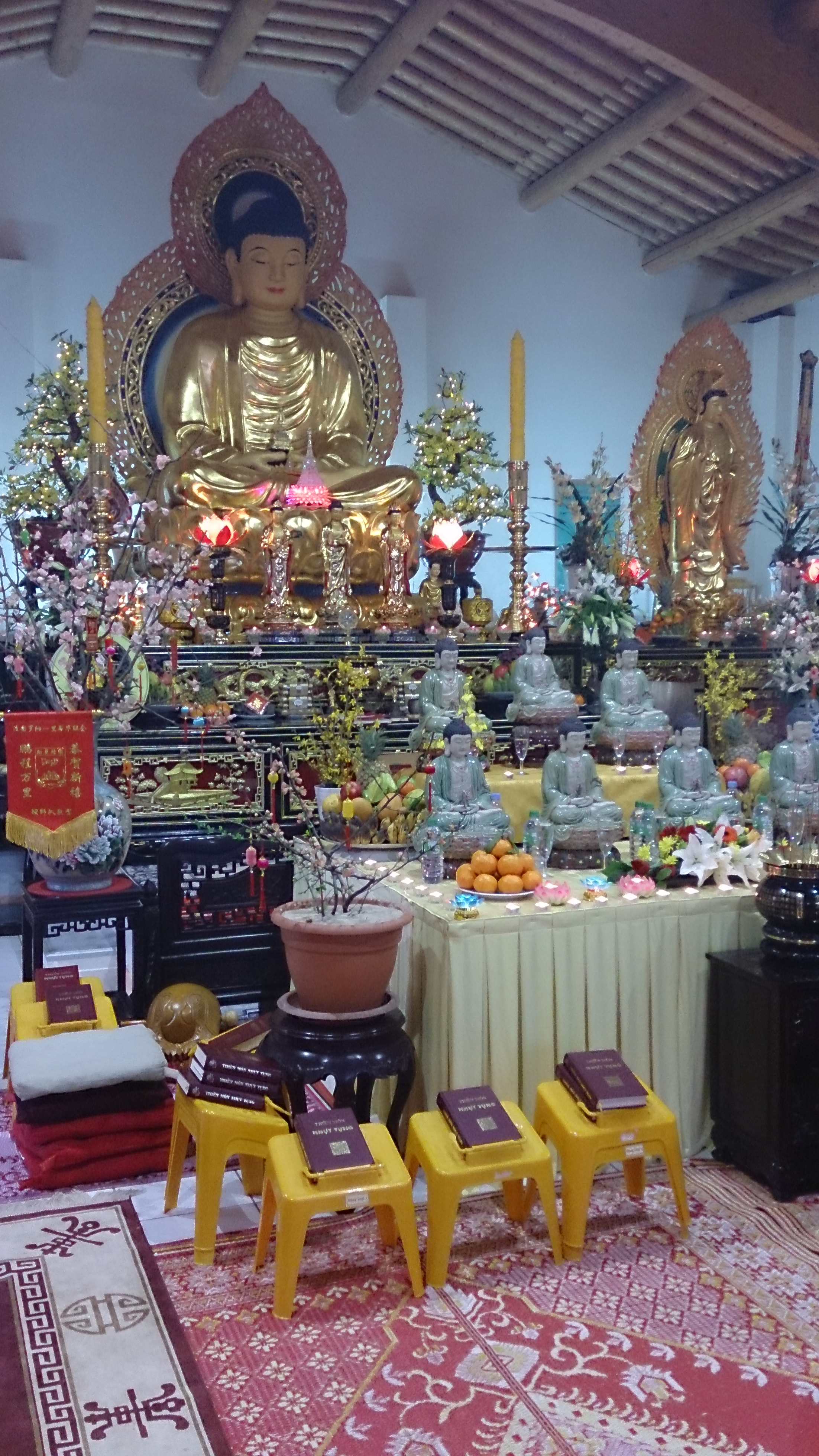
Main Altar of the Thien Minh Pagoda.
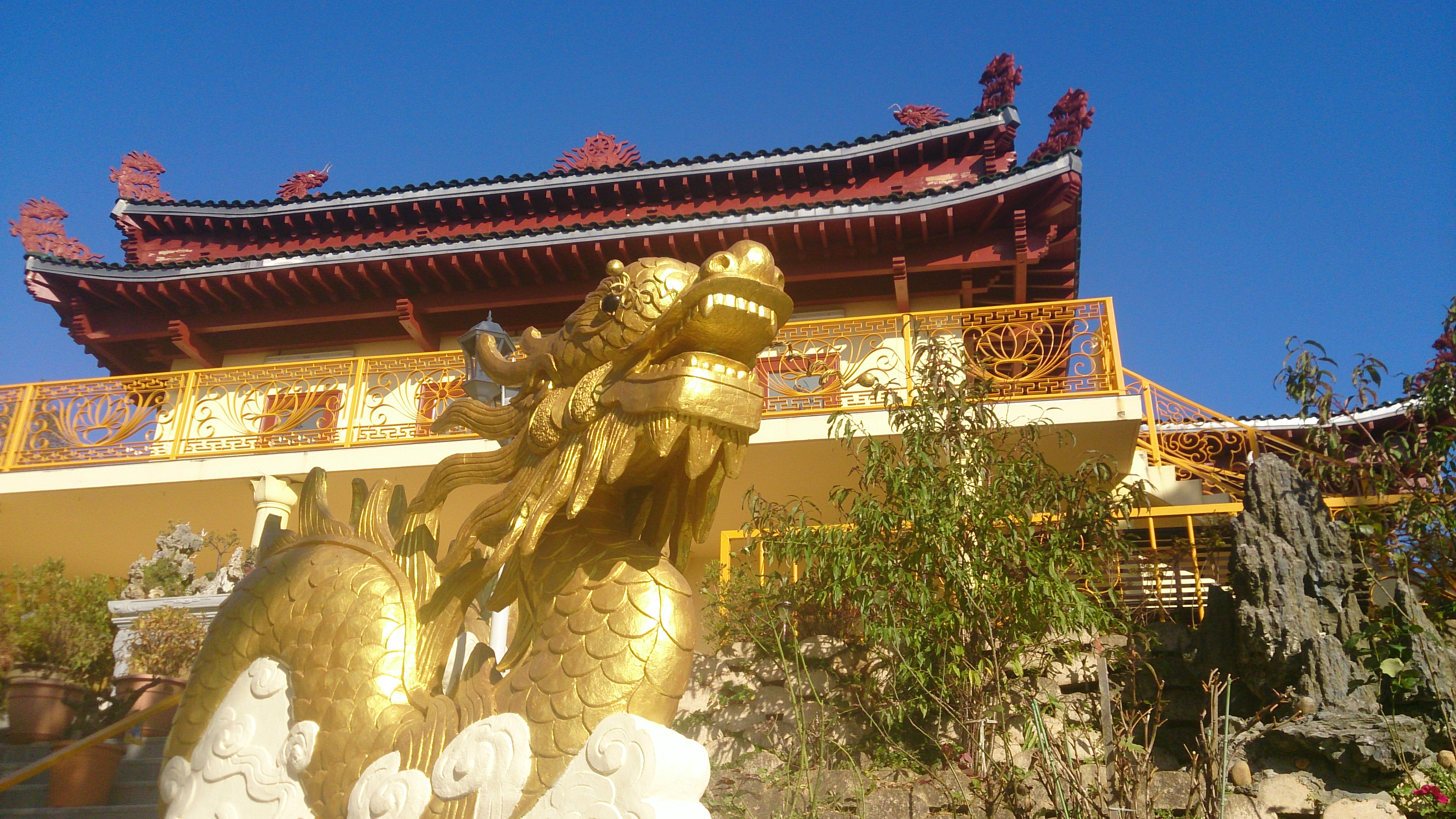
Thien Minh Pagoda and dragon.
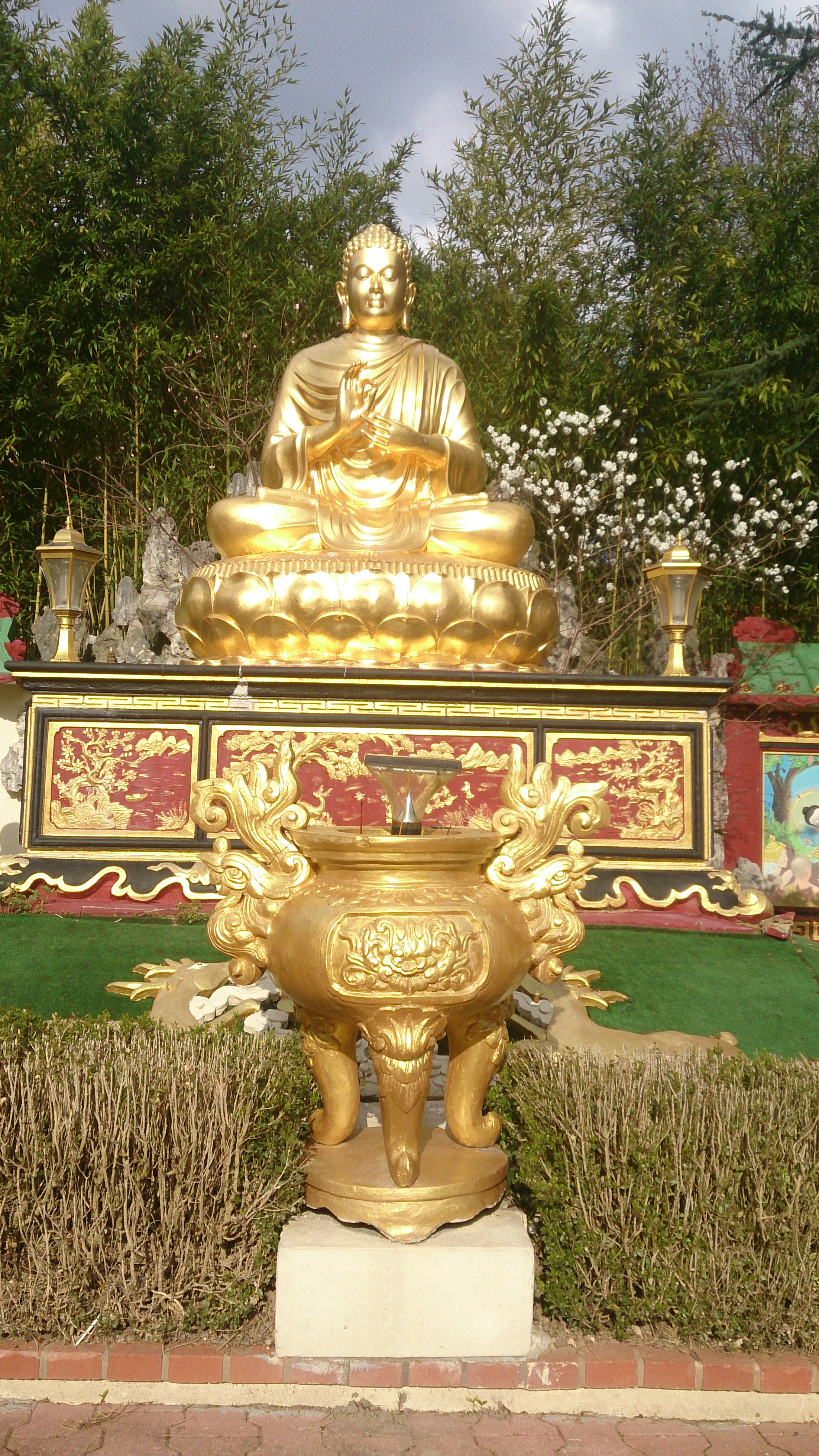
Statue of Buddha in Thien Minh Pagoda.
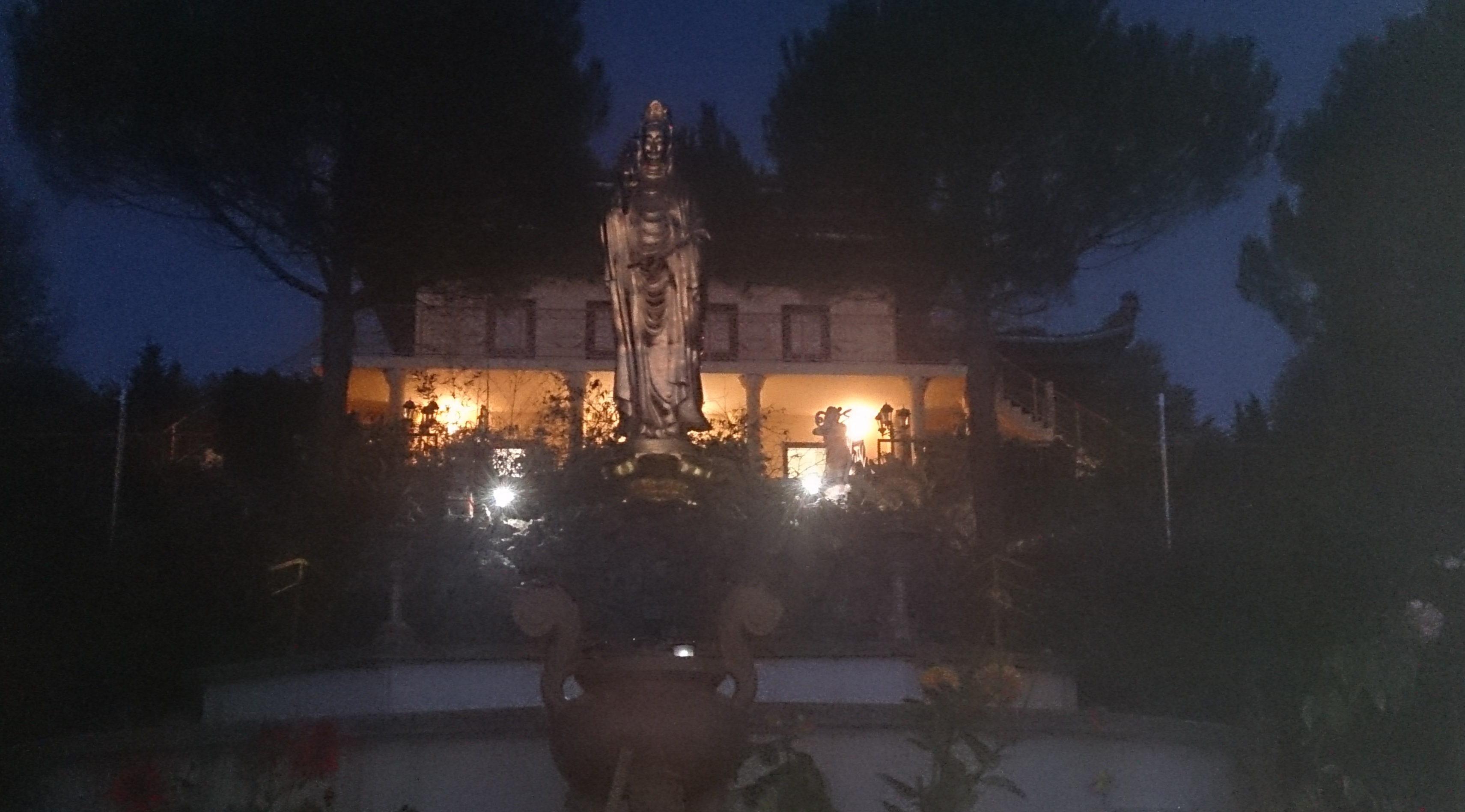
Thien Minh Pagoda in the evening.